# Conus eburneus
Conus eburneus é uma espécie de gastrópode do gênero Conus, pertencente a família Conidae.

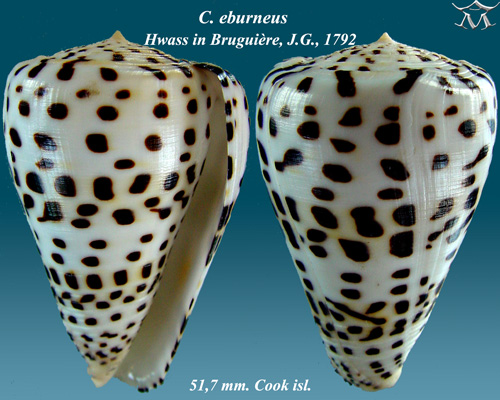
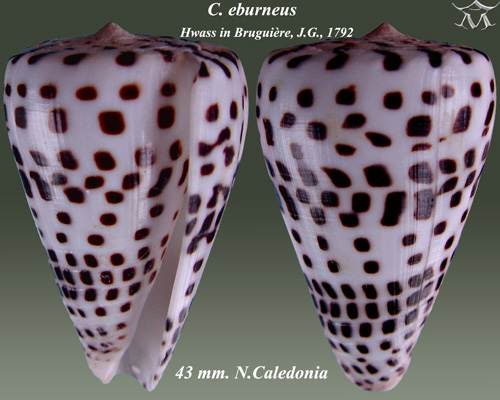
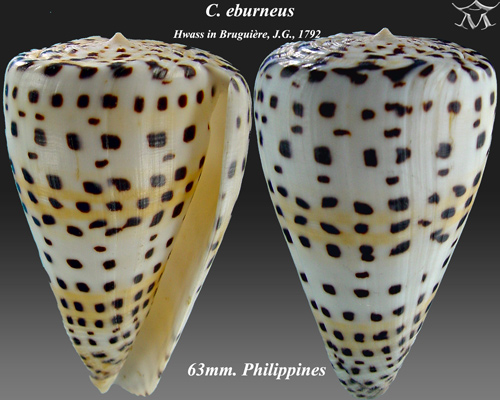
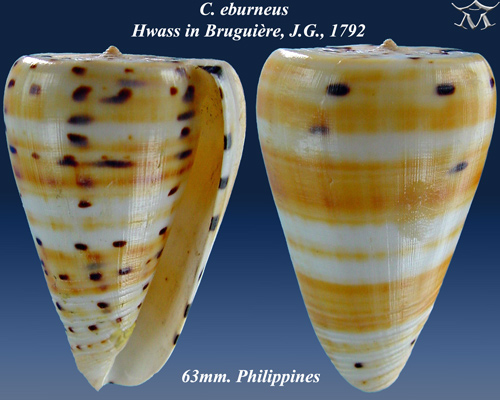
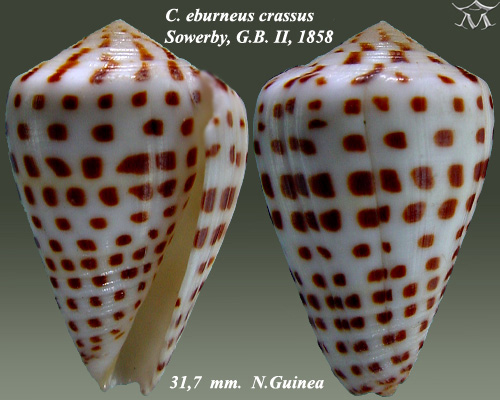

## Referências

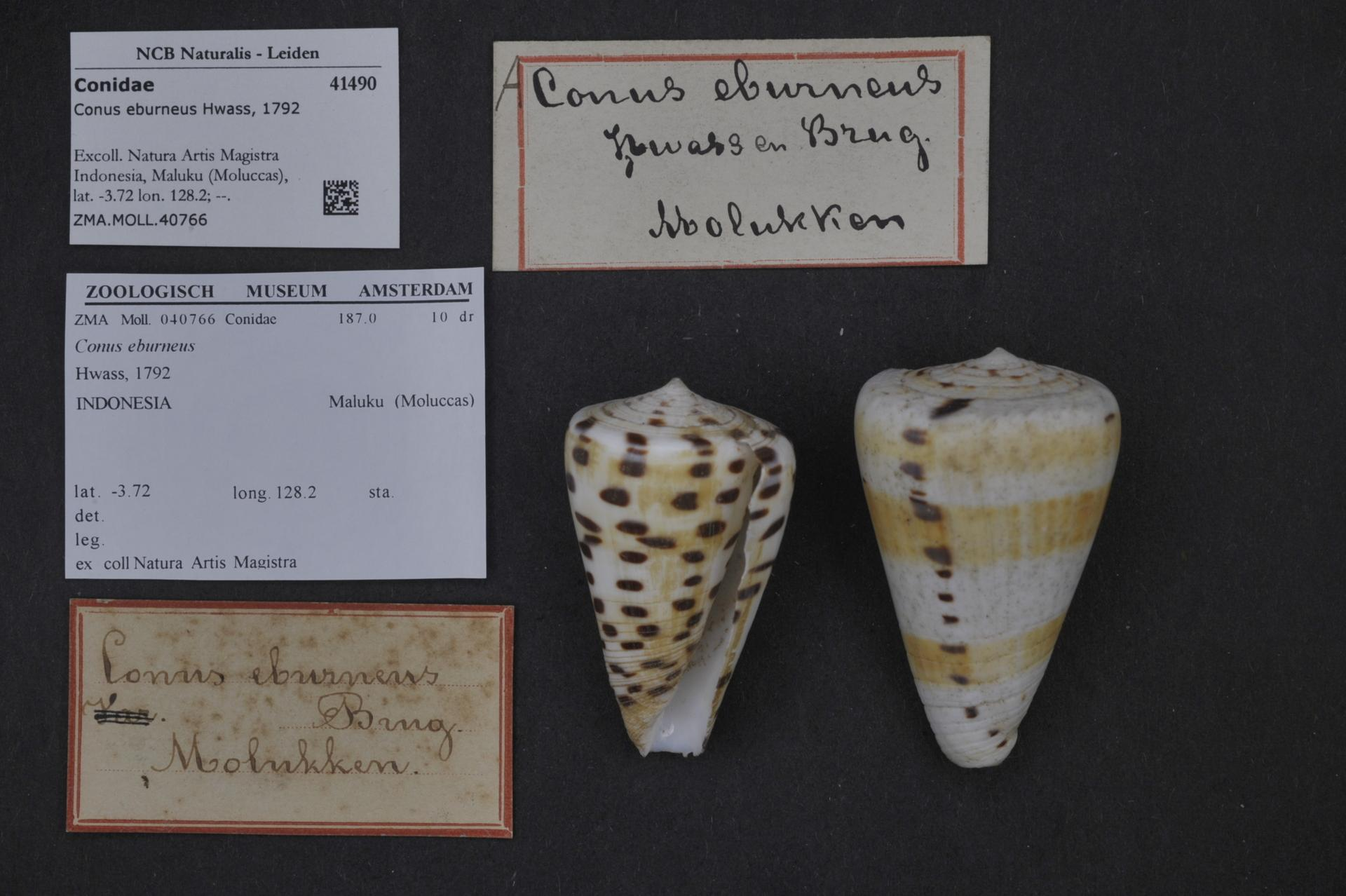
Conus eburneus Hwass, 1792. Espécimes de museu